# Pectina
La pectina è un eteropolisaccaride, ottenuto con l'unione di vari monosaccaridi e formato in parte da unità esosano C6H10O5. Per pectina si intende il composto estratto dalla frutta, dalla protopectina in essa contenuta.
Una delle più diffuse strutture deriva dall'acido pectico che, a sua volta, è costituito da una catena di unità di acido galatturonico unite da legami α(1-4).
In percentuale variabile i gruppi carbossilici sono esterificati con CH3OH. La percentuale di gruppi esterificati, rapportata ai gruppi carbossilici totali prende il nome di grado di esterificazione (Degree of esterification, DE). Lungo la catena a base poligalatturonica sono intercalati in proporzione variabile residui di ramnosio. Tali residui si addensano in zone particolari della catena dando vita a strutture le cui ramificazioni assomigliano a peli (dette per questo hairy). Infatti in corrispondenza di tali residui di ramnosio si innestano catene laterali più o meno lunghe, che contengono ancora ramnosio, D-galattosio, L-arabinosio, e D-xilosio.
Le pectine hanno un'importante funzione strutturale e costituiscono la porzione fondamentale della lamella mediana nella parete cellulare delle piante, indispensabile a "cementare" fra loro le cellule. Sono particolarmente abbondanti nei frutti e possono venire sfruttate industrialmente come addensanti per la fabbricazione di gelatine e marmellate in quanto formano dei colloidi gelatinosi. 
Vengono idrolizzate con la maturazione da alcuni enzimi come la pectasi e la pectinasi (sono presenti soprattutto nelle mele e nelle pere). Un frutto ha una percentuale di pectina che dipende dalla specie e dalla maturazione. La pectina cementifica lo spazio tra una cellula e l'altra, tenendole unite e dando croccantezza alla frutta. Con il procedere della maturazione questo legame si scioglie e il frutto perde consistenza.
La pectina trova impiego nell'industria alimentare come gelificante, soprattutto nella realizzazione di marmellate e confetture, in tal caso assume la denominazione di E440. Può essere utilizzata pectina acida oppure neutra.
Esiste un altro tipo di pectina, denominata fluida. Invece di cementificare lo spazio intercellulare, forma catene in grado di scorrere le une sulle altre, questo è possibile grazie all'ingombro sterico creato dall'aggiunta di un gruppo metile (CH3) ai gruppi carbossilici (COO-), per impedire quindi l'interazione tra questi e i gruppi carbossilici della catena sottostante, azione reversibile provocata dall'enzima metilesterasi. L'acidità delle pectine è regolata in questo modo dal suddetto enzima.